# Энтеровирусы
Энтеровирусы (лат. Enterovirus) — род вирусов из семейства пикорнавирусов (Picornaviridae).
Название энтеровирусов связано с их репродукцией в ЖКТ, однако энтерит они вызывают редко.

## Классификация
Состав рода пережил несколько ревизий и на март 2019 года в него включают 15 видов:
- Enterovirus A
- Enterovirus B
- Enterovirus C — Полиовирусtypus
- Enterovirus D
- Enterovirus E
- Enterovirus F
- Enterovirus G
- Enterovirus H
- Enterovirus I
- Enterovirus J
- Enterovirus K
- Enterovirus L
- Rhinovirus A
- Rhinovirus B
- Rhinovirus C

Ранее род включал 71 патогенных для человека серотипов: 3 типа вирусов полиомиелита, 23 типа вирусов Коксаки A, 6 типов вирусов Коксаки В, 31 тип эховирусов и 4 типа энтеровирусов (68—71).

## Энтеровирусы человека
Энтеровирусы человека содержат одноцепочечную РНК, кодирующую полипротеин, который расщепляется на 11 разных белков. РНК окружена икосаэдрическим капсидом, содержащим 4 вирусных белка (VP1—VP4). VP1 — основная мишень нейтрализующих антител.
С помощью рентгеноструктурного анализа было получено трёхмерное изображение вирусов полиомиелита. Углубление («каньон») на поверхности вируса является областью соединения с клеточным рецептором. Вирус полиомиелита связывается с клеточными рецепторами, относящимися к суперсемейству иммуноглобулинов; ЕСНО-вирусы серотипов 1 и 8 — с альфа2бета1-интегрином (VLA-2); энтеровирус серотипа 7 — с CD55 (фактором ускорения распада).
Внешней липидной оболочки энтеровирусы не имеют.
Для культур, хронически заражённых энтеровирусами, общими чертами являются:
1. низкая концентрация вируса в среде;
2. небольшая заражённость клеток в популяции;
3. выраженная резистентность к суперинфекции гомологичным вирусом;
4. отсутствие образования интерферона;
5. быстрое освобождение от носительства в присутствии специфических антител.

Вирус полиомиелита патогенен только для приматов, главным образом из-за того, что только у них есть соответствующие рецепторы. Им нельзя заразить культуру клеток мыши, однако у трансгенных мышей, клетки которых содержат соответствующий рецептор, развивается полиомиелит с поражением ЦНС.
Геномы некоторых энтеровирусов клонированы, полученные копии кДНК могут заpaзить культуру клеток.
Создание рекомбинантных вирусов, содержащих части как вирулентных, так и аттенуированных кДНК, позволяет определить нуклеотидные последовательности, отвечающие за аттенуацию живой полиомиелитной вакцины.
Энтеровирусы устойчивы к действию кислой среды, в том числе желудочного сока, а также обычных дезинфицирующих средств (этанола, моющих средств) и способны сохранять жизнеспособность при комнатной температуре несколько дней.
Энтеровирусы распространены повсеместно. Более 90 % инфекций, вызванных вирусом полиомиелита, и более 50 % остальных энтеровирусных инфекций протекают скрытно. Если симптомы появляются, то они чаще неспецифичны — лихорадка, воспаление верхних дыхательных путей. Характерная клиническая картина развивается лишь в небольшой части случаев.

## Клиническая картина
Инкубационный период энтеровирусной инфекции может длиться от 2-х до 10 суток. Начинается с признаков интоксикации и лихорадки. Ломота в мышцах, расстройство стула, тошнота, рвота. Зуд, першение в горле, выделение из носа, кашель. Увеличение лимфоузлов, кожная сыпь.